# Philippe Desportes

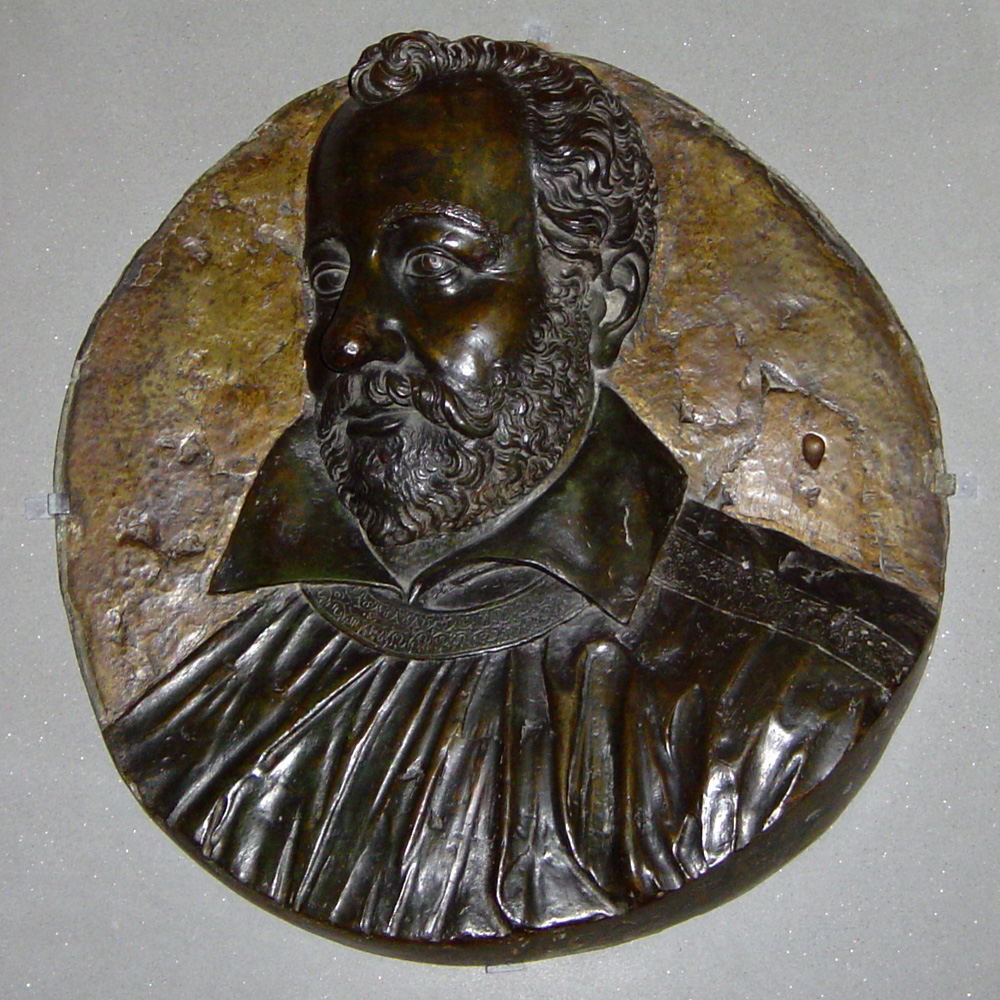
Philippe Desportes im Louvre

Philippe Desportes (* 1546 in Chartres; † 5. Oktober 1606 in Bonport, Normandie) war ein französischer Autor, der fast ausschließlich als Lyriker in die Literaturgeschichte eingegangen ist.
Als solcher hat er sich besondere Verdienste um die Reinheit der Sprache und Strenge der metrischen Formen erworben und kann als ein Vorläufer von François de Malherbe gelten. Er wird in der französischen Literatur zur zweiten Generation der Dichter der Pléiade gezählt. Er war angesehener Hofdichter von Heinrichs III. und von Heinrich IV.
Seine Sonette, Oden, Chansons und Elegien zeigen den Einfluss der seinerzeit auch in Frankreich als vorbildhaft geltenden italienischen Autoren Francesco Petrarca, Ludovico Ariosto und Jacopo Sannazaro.  Außer seinen Gedichten hat er 1603 eine Übersetzung der Psalmen herausgegeben, und eine Sammlung von „Prières et méditations chrétiennes“ in Prosa.
Desportes war Onkel des Dichters Mathurin Régnier, eines Sohnes seiner Schwester Simone.

## Werke
- Premières Œuvres (1573)
- Œuvres complètes
- Les XLI Chansons
- Imitations de l’Arioste
- Les amours de Diane (1573)
- Les Amours de Cléonice (1583)
- Bergeries
- Élégies (1583)
- Les 150 psaumes de David (1603–1605)